# María Stagnero
María Stagnero de Munar (Montevideo, 1856 - 30 de agosto de 1922) fue una destacada maestra, directora y pedagoga uruguaya, fundadora del Instituto Normal de Señoritas para la preparación de maestras de enseñanza primaria.

## Estudios
Provenía de una familia de escasos recursos, por lo que ingresó tarde a la educación primaria ( a los doce años) con escasos conocimientos de ortografía y caligrafía. Su gran capacidad intelectual, su devoción por el estudio y voluntad le permitieron obtener el título de Maestra de 1.er. grado a la temprana edad de 16 años.

## Vida privada
Estaba casada con un militar que la abandonó, con quien tuvo dos hijas: Margarita y Ana.

## Carrera
María trabajaba como ayudante en la escuela de la que fue alumna cuando José Pedro Varela inició su reforma escolar. En 1876 recibió una mención honorífica de este, en un acto de distribución de premios realizado en el Teatro Solís, al destacarse como maestra en la lucha constante por la educación del pueblo.
Cuando rindió el examen para Maestra de 2.º grado (1874) obtuvo la calificación "sobresaliente" pasando a ser la primera mujer en lograr esta nota.
En 1877 concurre a cursos de perfeccionamiento nocturnos creados por la Sociedad de Amigos de la Educación Popular y de nuevo por méritos relevantes obtiene una distinción, ampliada poco después al ser designada como profesora de Gramática y Composición del mismo curso. En ese mismo año logró obtener por concurso la dirección de la escuela de 2.º grado Nro. 12. Fue en esta escuela donde implementó un plan de reforma donde el alumno podía aprender a razonar, a expresar sus ideas y a pedir una explicación cuando no comprendía.

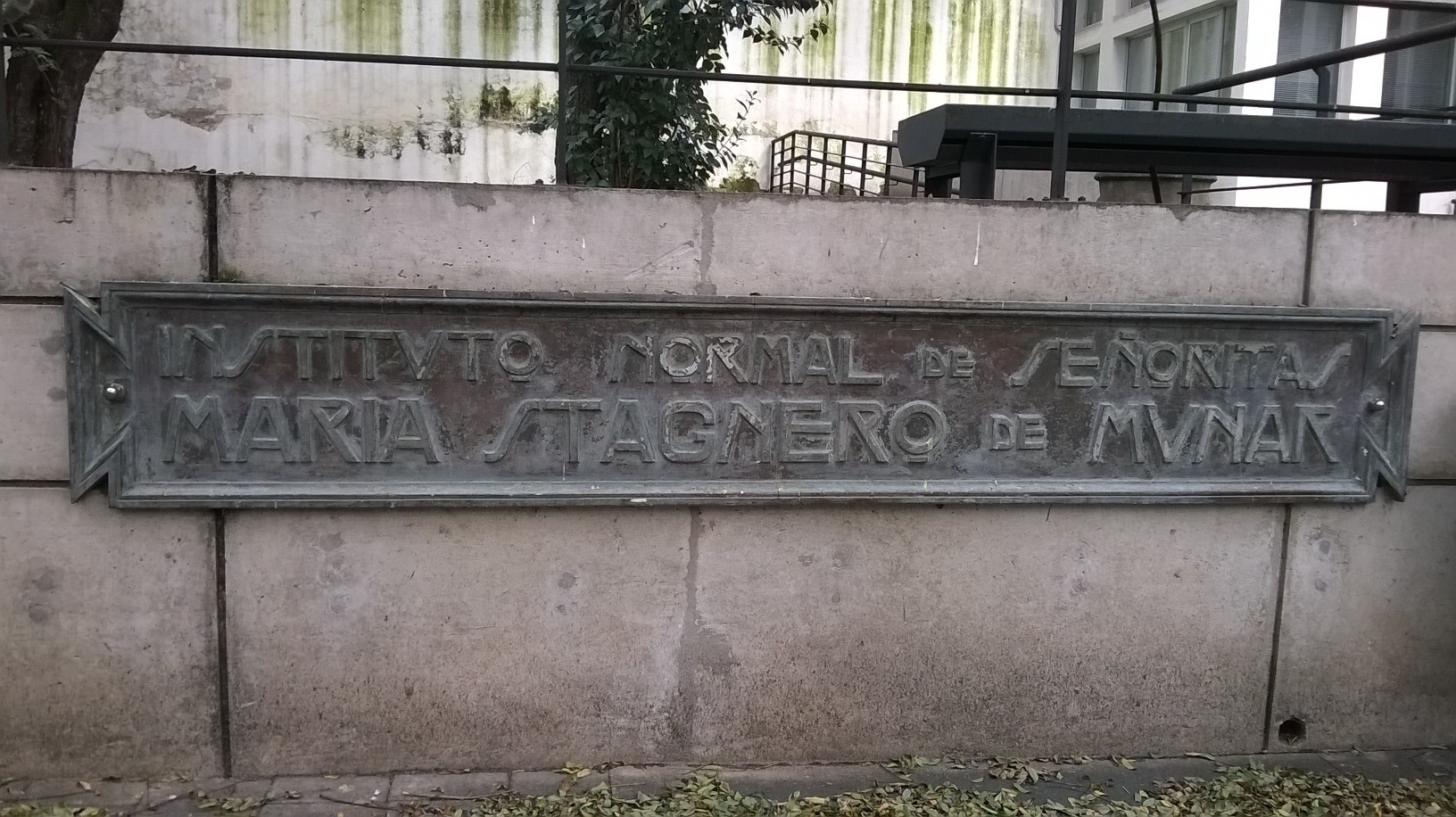
Placa del Instituto Normal de Señoritas María Stagnero de Munar ubicada en el patio de los Institutos Normales “María Stagnero de Munar y Joaquín R. Sánchez”. (Montevideo, Uruguay)

Dedicó su vida a poner en práctica y promulgar las ideas del gran reformador de la escuela uruguaya José Pedro Varela. La comisión nombrada por este para inspeccionar las escuelas comunes indicó a María Stagnero de Munar entre las ocho maestras que se habían distinguido en su labor escolar y la recomendó a la reconsideración de sus superiores por su "concentración y no comunes conocimientos didácticos".
Al crearse la escuela de 3.er. grado (1878) también ganó su dirección por concurso.
Fue la única mujer en dictar clases en la Sociedad de Amigos de la Educación Popular al ser llamada luego del fallecimiento de José Pedro Varela.
En el año 1882 el hermano y sucesor de José Pedro Varela Jacobo Varela creó el Internado Normal de Señoritas. Allí María fue nombrada directora con 26 años.
En 1898 se elimina el régimen de internato y pasó a ser denominado Instituto Normal de Señoritas. María permaneció ejerciendo el cargo de directora hasta que debió jubilarse en 1912 debido a una dolencia cardíaca. Tras este episodio la Dirección de Enseñanza Primaria y Normal dispuso que se dejara constancia en placa de oro la constancia de su comprensión a la labor desarrollada, además el Poder Legislativo sancionó una Ley designándola Directora Honoraria del Instituto.
Luego de su fallecimiento, el Instituto Normal de Señoritas pasa a llamarse Instituto Normal de Señoritas María Stagnero de Munar en su honor.

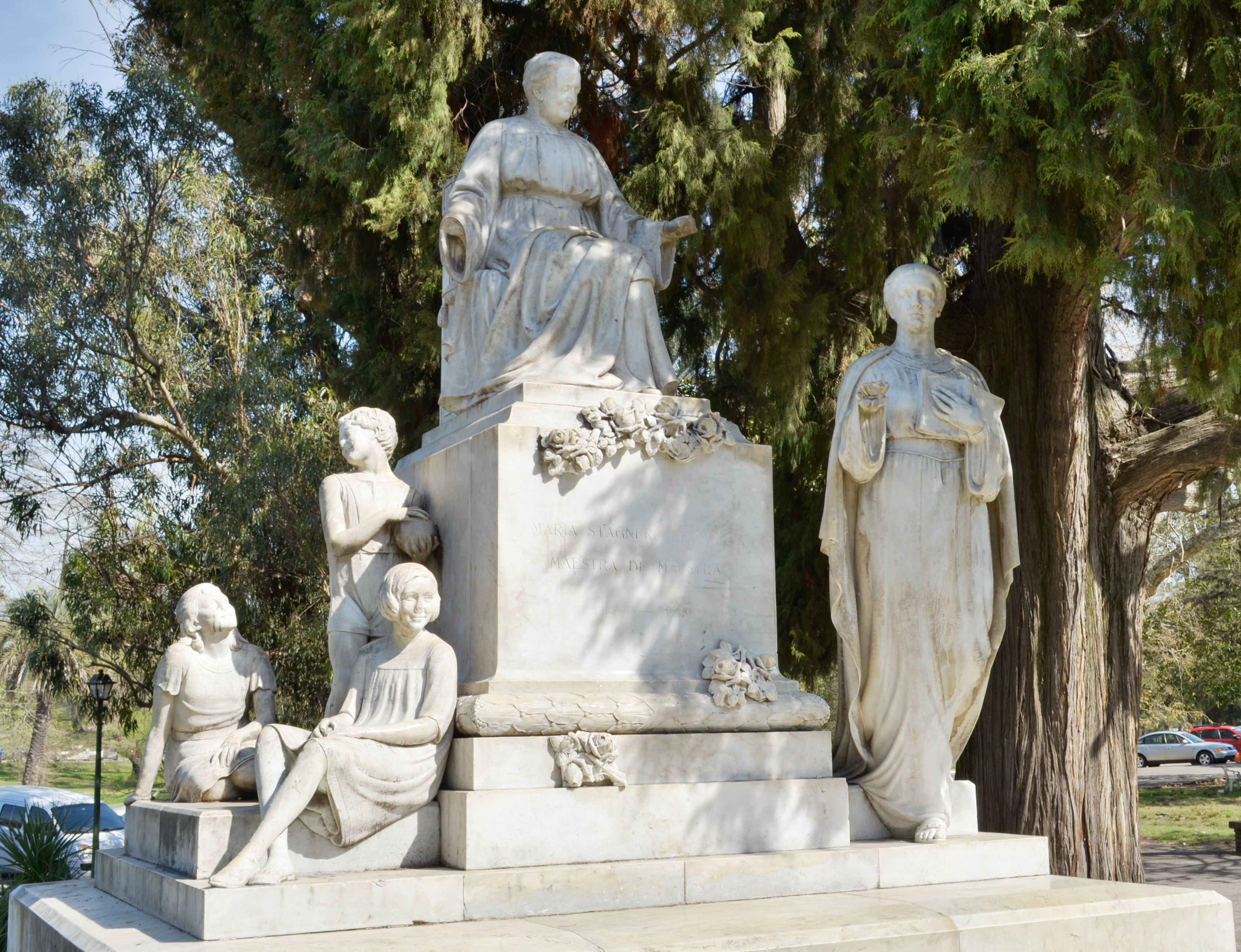
Monumento de María Stagnero de Munar en 2013.

Su fallecimiento ocurrió el 30 de agosto de 1922 y constituyó un duelo nacional.

## Homenajes
En el Barrio Prado zona donde ella residió, existe un monumento obra de Juan D'Aniello, que recuerda su obra. En él se lee la siguiente inscripción:"María Stagnero de Munar  Maestra de Maestras"''
En el Barrio Parque Rodó se encuentra otro homenaje a su memoria: la Biblioteca Infantil del Castillo lleva su nombre.
En el Barrio la Unión, existe una calle con su nombre.